# Tollosaari
Tollosaari är en ö i Finland. Den ligger i sjön Ylä-Kuhanen och i kommunerna Mäntyharju och Sankt Michel och landskapet Södra Savolax, i den södra delen av landet, 170 km nordost om huvudstaden Helsingfors. Öns area är 13,3 hektar och dess största längd är 0,7 kilometer i sydöst-nordvästlig riktning.